# 筑波大学ラグビー部
筑波大学ラグビー部（つくばだいがくラグビーぶ、University of Tsukuba Rugby Football Club）は、関東大学ラグビー対抗戦Aグループに所属する筑波大学のラグビー（ラグビーユニオン）部である。愛称はツクバ。

## 概要

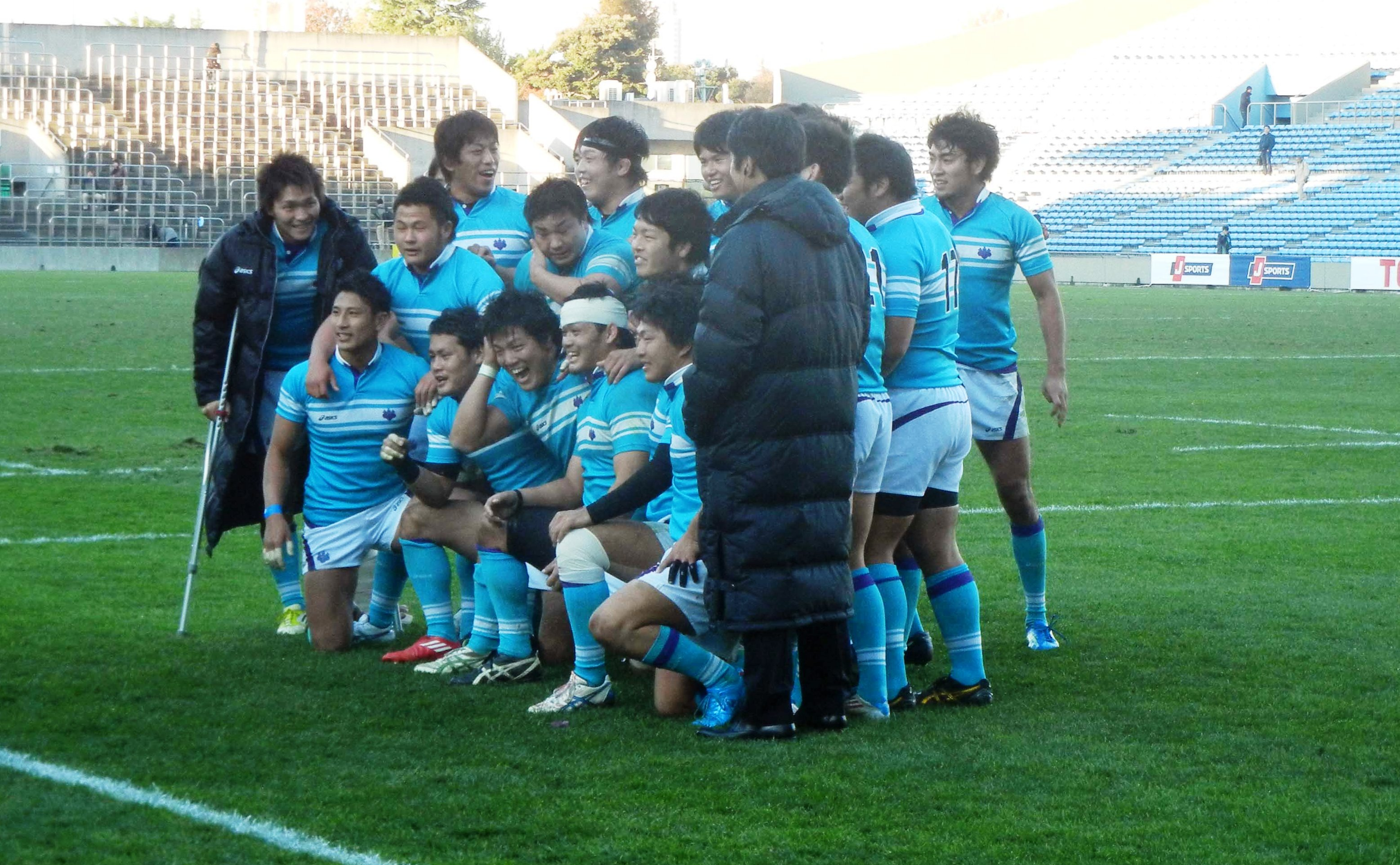
2012年度に対抗戦で初優勝を果たした筑波大学ラグビー部（2012年12月・帝京大学戦・秩父宮ラグビー場）

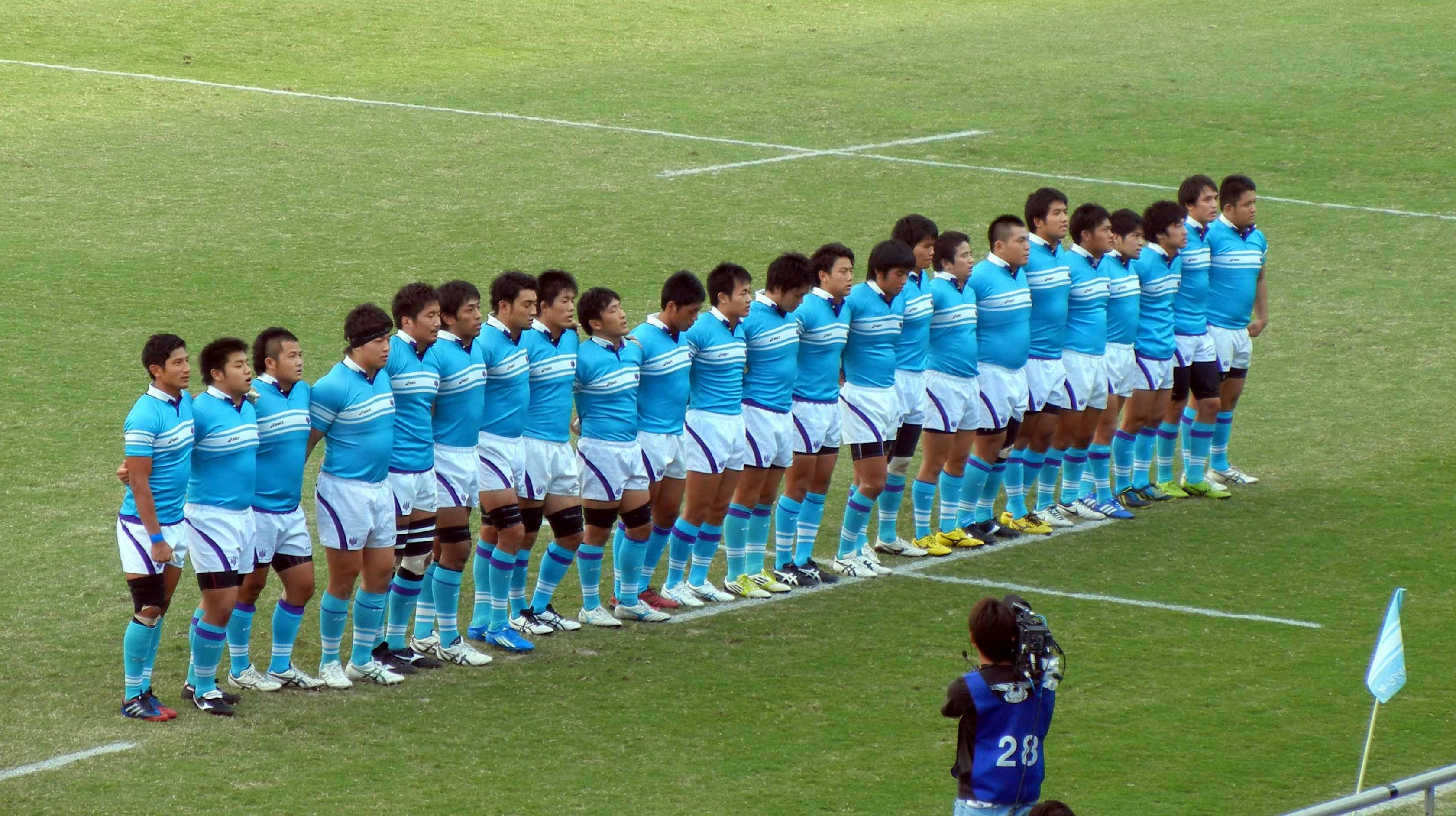
試合前に宣揚歌斉唱をする筑波大学の選手たち（2013年9月・早稲田大学戦・秩父宮ラグビー場）

1924年東京高等師範学校のラグビークラブとして創部。1949年に東京教育大学ラグビー部となる。1974年に筑波大学ラグビー部となり現在に至る。名実共に日本の国立大学のラグビー部では最強のチームである。強力スクラムと高速バックスが特徴。
1979年度に大学選手権初出場を決めた。なお同年度の大学選手権では1回戦で同志社大学に敗れた。
1987年度に関東大学ラグビー対抗戦で2位に入り、8年ぶりに大学選手権に出場した。なお同年度の大学選手権では1回戦で同志社大学に敗れた。
1997年、関東大学ラグビー対抗戦がAグループとBグループの2部制になって以後、入れ替え戦に回ったことはない。（2018年現在）
2011年度には同率ながら関東大学ラグビー対抗戦で25年ぶりに2位に入り、また同年度の大学選手権でベスト4に初めて進出したが、準決勝で帝京大学に敗れた。
2012年度には同率ながら関東大学ラグビー対抗戦で初優勝。更に同年度の大学選手権では国立大学で初の決勝進出を果たした。決勝では帝京大学に敗れたが準優勝を記録した。
2014年度に関東大学ラグビー対抗戦で5位に終わったが、大学選手権では再び決勝進出を果たした。しかし帝京大学に敗れ準優勝だった。
2015年、関東大学ラグビー対抗戦最終戦で帝京大学に勝利して帝京大学の大学連勝記録を50でストップさせた。なお同年度の大学選手権では初めてセカンドステージで敗退した。
2016年度には関東大学ラグビー対抗戦で5位に終わり、大学選手権連続出場は9でストップした。
2022年度には関東大学ラグビー対抗戦で5位ながら8大会ぶりに大学選手権ベスト4進出を果たしたが、準決勝で帝京大学に敗れた。

## タイトル
- 全国大学ラグビーフットボール選手権大会：0回　（出場24回）
  - 準優勝：2回（2012、2014）
- 関東大学ラグビー対抗戦：1回
  - 20121
- 東日本大学セブンズ：5回
  - 2012、2013、2014、2023、2025

1帝京大学・明治大学と同率1位

## 戦績
近年のチームの戦績は以下のとおり。
| 年度 | 所属 | 勝敗      | 順位 | 大学選手権                 |
| ---- | ---- | --------- | ---- | -------------------------- |
| 1996 | -    | 4勝4敗    | 5位1 | 2回戦 21-32 早稲田大学     |
| 1997 | A    | 4勝3敗    | 4位  | 2回戦 38-56 関東学院大学   |
| 1998 | A    | 3勝2敗1分 | 4位2 | 1回戦 17-56 関東学院大学   |
| 1999 | A    | 2勝5敗    | 6位  | －                         |
| 2000 | A    | 3勝4敗    | 5位  | 1回戦 12-39 関東学院大学   |
| 2001 | A    | 2勝5敗    | 6位  | －                         |
| 2002 | A    | 3勝4敗    | 5位  | 1回戦 7-79 関東学院大学    |
| 2003 | A    | 4勝3敗    | 3位3 | 1回戦 24-33 京都産業大学   |
| 2004 | A    | 3勝4敗    | 5位  | 1回戦 36-43 同志社大学     |
| 2005 | A    | 2勝5敗    | 6位  | －                         |
| 2006 | A    | 2勝5敗    | 6位  | －                         |
| 2007 | A    | 4勝3敗    | 5位  | 2回戦 8-46 帝京大学        |
| 2008 | A    | 3勝4敗    | 5位  | 2回戦 25-59 早稲田大学     |
| 2009 | A    | 5勝2敗    | 3位  | 1回戦 22-29 東海大学       |
| 2010 | A    | 3勝4敗    | 5位  | 1回戦 27-33 流通経済大学   |
| 2011 | A    | 5勝2敗    | 2位4 | 準決勝 3-29 帝京大学       |
| 2012 | A    | 6勝1敗    | 1位5 | 準優勝 決勝 22-39 帝京大学 |
| 2013 | A    | 4勝3敗    | 3位6 | 準決勝 11-29 早稲田大学    |
| 2014 | A    | 3勝4敗    | 5位  | 準優勝 決勝 7-50 帝京大学  |
| 2015 | A    | 5勝2敗    | 3位  | セカンドステージ敗退       |
| 2016 | A    | 3勝4敗    | 5位  | －                         |
| 2017 | A    | 3勝4敗    | 5位  | －                         |
| 2018 | A    | 3勝4敗    | 5位  | 3回戦 7-31 大東文化大学    |
| 2019 | A    | 4勝3敗    | 3位7 | 準々決勝 3-24 東海大学     |
| 2020 | A    | 4勝3敗    | 5位  | 3回戦 19-19 流通経済大学8  |
| 2021 | A    | 3勝4敗    | 6位  |                            |
| 2022 | A    | 3勝4敗    | 5位  | 準決勝 5-71 帝京大学       |
| 2023 | A    | 4勝3敗    | 4位  | 準々決勝 7-45 明治大学     |
| 2024 | A    | 3勝4敗    | 6位  |                            |

1慶應義塾大学と同率5位

2早稲田大学と同率4位

3明治大学・慶應義塾大学と同率3位

4早稲田大学・明治大学と同率2位

5帝京大学・明治大学と同率1位

6慶應義塾大学と同率3位

7帝京大学と同率3位

8同点抽選で流通経済大学が勝ち抜け

## 在籍中の選手
- 高橋佑太朗（主将、SH / 茗溪学園高)
- 前川陽来（副将、HO / 尾道高)
- 楢本幹志朗（副将、SO・CTB・FB / 東福岡高)
- 井上達木（7人制日本代表、SH・SO・CTB / 佐賀工業高)

## 在籍した選手
- 花岡伸明 (元ヤマハ発動機監督、元日野自動車レッドドルフィンズヘッドコーチ、元東芝府中 / 大館鳳鳴高等)
- 上杉法靖 (LO、元サントリー)
- 河田弘重 (FL・No・8、元豊田通商/ 名西高)
- 中村正人 (LO、元東芝府中/ 日川高)
- 藤井邦之 (WTB、元新日鉄釜石/ 宮古高)
- 梶山俊仁 (FL、広島クラブ)
- 戸谷明宏 (FB、元伊勢丹/旭野高)
- 波多野裕也 (SO、元豊田通商)
- 薫田真広 (HO、東芝ブレイブルーパス元監督、元東芝府中、元日本代表、元U-23日本代表監督/ 岐阜工業高)
- 梶原宏之 (FL、元東芝府中→元勝沼クラブ、元日本代表、山梨県立日川高等学校教諭・ラグビー部監督/ 日川高)
- 蓑田圭二 (SO、元ツクバリアンズ、元杏林大学ラグビー部コーチ)
- 三浦伸文 (LO・No・8、元豊田通商)
- 高間宏二 (WTB、元豊田通商)
- 古川拓生 (CTB、元筑波大学ラグビー部監督/ 山口大津高)
- 森田啓 (PR、元ツクバリアンズ / 茗溪学園高）
- 中里豊 (PR、元サントリー)
- 黒澤健太郎 (CTB、元ツクバリアンズ/ 茗溪学園高)
- 藤本護 (PR、元ワールドファイティングブル→元NTTドコモレッドハリケーンズ/ 宇部高)
- 太田朋広 (WTB、六甲ファイティングブル)
- 柏倉俊広 (SO、元NTT-G東北BURNS/ 山形中央高)
- 西機真 (元ツクバリアンズ、元流通経済大学ラグビー部ヘッドコーチ)
- 楢崎兼司 (元ツクバリアンズ/ 福岡高)
- 前田達彦 (CTB、紫波オックス/ 竹園高)
- 石鍋将宏 (PR、元ツクバリアンズ)
- 茨木誠 (PR、元JR九州サンダース/ 福岡高)
- 浦田昇平 (SO、元三菱重工相模原ダイナボアーズ/ 相模台工業高)
- 栗原浩一 (LO、ツクバリアンズ)
- 佐藤隆夫 (HO、北野高校ラグビー部監督)
- 高瀬将史 (PR、元富山オールスターズ)
- 高橋修明 (SO・FB、元清水建設ブルーシャークス/ 桐蔭学園高)
- 深堀敏也 (CTB、元横河電機/ 長崎北高)
- 藤高尚樹 (LO、元JR九州サンダース/ 大分舞鶴高)
- 山本正樹 (兵庫工業高校ラグビー部セーフティアシスタント/ 六甲高)
- 天野国明 (元ツクバリアンズ/ 茗溪学園高)
- 伊藤諭 (CTB、盛岡第一高校ラグビー部監督/ 釜石南高)
- 今崎克也 (FB、長崎北陽台高校ラグビー部監督/ 佐世保北高)
- 大久保尚哉 (LO、元サントリーサンゴリアス、元日本代表/ 成城学園高)
- 川端隆裕（PR、玖珠美山高校ラグビー部監督/大分・森高）
- 神林祐一 (WTB、北陸ラガークラブ/ 仙台第三高)
- 椿原徹也 (SH、東京都市大学ラグビー部監督、元女子日本代表ヘッドコーチ/ 成蹊高)
- 中山知士 (FL、元ツクバリアンズ/ 茗溪学園高)
- 福島宏治 (SH、元ツクバリアンズ/ 倉吉東高)
- 福永広明 (CTB、元ツクバリアンズ/ 並木高)
- 横須賀功明 (WTB、元日本IBMビッグブルー/ 茗溪学園高)
- 安曽一徳 (CTB、元大阪ガス)
- 安藤崇 (元ツクバリアンズ)
- 大谷学 (PR、元ツクバリアンズ、砺波ラグビーフットボールクラブ/ 砺波高)
- 小岩弘典 (LO、元日本航空JAL WINGS/ 専大松戸高)
- 小柳智 (HO、諫早高校ラグビー部監督/ 長崎北陽台高)
- 滝川隆一 (SO・CTB、魚津ラグビーフットボールクラブ)
- 原雅宜 (PR、福岡柏陵高校ラグビー部監督/ 福岡高)
- 向井雄一郎 (No.8、諫早農業高校ラグビー部監督/ 長崎北高)
- 安中裕勝 (WTB、本巣松陽高校ラグビー部監督)
- 今尾暁 (PR、元日本航空JAL WINGS)
- 瓜生丈治 (SO、元九州電力、九州電力監督/ 小倉高)
- 岡孝次 (SH、元ワールドファイティングブル/ 霧が丘高)
- 杉山稔昭 (SO、元日本IBMビッグブルー/ 都立富士高)
- 竹下敬介 (CTB、元神戸製鋼コベルコスティーラーズ/ 熊本西高)
- 伊勢田長裕 (FL、元中部電力/ 旭野高)
- 加藤哲 (PR、元日本IBMビッグブルー/ 八戸西高)
- 郷原裕季 (FL、福岡高校ラグビー部フォワードコーチ、元JR九州サンダース/ 福岡高)
- 小堺浩司 (FL、元ツクバリアンズ/ 千葉東高)
- 七字克重 (WTB、元日本航空JAL WINGS/ 茗溪学園高)
- 大門隼人 (FB、元日本代表、元神戸製鋼コベルコスティーラーズ→元豊田自動織機シャトルズ/ 中標津高)
- 田中大雄 (SH、國學院大學ラグビー部コーチ、元中部電力/ 茗溪学園高)
- 棚橋建太 (LO・FL・No.8、日本IBMビッグブルー/ 成城学園高)
- 長澤誠也 (LO、清水建設ブルーシャークス/ 福岡高)
- 橋本修一 (HO、元九州電力キューデンヴォルテクス/ 高鍋高)
- 波多野恵介 (SO・CTB・WTB、成田チャオズラグビーフットボールクラブ/ 千葉北高)
- 松岡亮 (SH、元ツクバリアンズ / 桐蔭学園高）
- 広瀬恒平 (2002年度主将、SO、筑波大学ラグビー部コーチ)
- 芥川俊英 (CTB、茗溪学園中学校ラグビー部監督/ 茗溪学園高)
- 槙原健太 (SO、下伊那農業高校ラグビー部監督、長野ラガーズ/ 飯田高)
- 黒木勇人 (FB、元中部電力/ 日向高)
- 佐藤栄幸 (WTB、秋田高校ラグビー部監督、元金足農業高校ラグビー部監督、元秋田ノーザンブレッツ/ 秋田高)
- 中村孝之 (LO、清水建設ブルーシャークス/ 伏見工業高)
- 吉識典史 (FL、姫路工業高校ラグビー部監督)
- 保坂豪 (2003年度主将、LO、元釜石シーウェイブスRFC/ 秋田工業高)
- 雨宮敬将 (FL、山梨吉田高校ラグビー部監督/ 日川高)
- 池田大輔 (PR、北嶺高校ラグビー部ヘッドコーチ/ 北嶺高)
- 大窪直也 (LO、元日本航空JAL WINGS/ 茗溪学園高)
- 国東洋太 (LO、ツクバリアンズ/ 桐蔭学園高)
- 佐藤優樹 (SO、芦屋クラブ)
- 橋本圭一郎 (WTB、カレッジハウスラグビーフットボールクラブ/ 桐蔭学園高)
- 藤岡康紀 (SO・CTB、元JR九州サンダース/ 長崎北陽台高)
- 松村表 (CTB、元横河武蔵野アトラスターズ/ 天理高)
- 増田光治 (2004年度主将、FL、ツクバリアンズ)
- 岩月謙幸 (FL、名古屋クラブ)
- 大谷創一 (FL、岡山城東高校ラグビー部監督)
- 大水征史 (WTB、元三菱重工長崎/ 長崎北陽台高)
- 久保知大 (PR、元東芝ブレイブルーパス/ 中標津高)
- 筒井敏光 (SO、元豊田自動織機シャトルズ/ 天理高)
- 西村知己 (FB、元NTTドコモレッドハリケーンズ/ 畝傍高)
- 藤代裕彦 (LO・PR・FL、広島クラブ)
- 山内康人 (FL、元中部電力)
- 山本大介 (CTB、元神戸製鋼コベルコスティーラーズ/ つくば秀英高)
- 蓬莱怜 (LO、元東芝ブレイブルーパス/ 山梨桂高)
- 油井大樹 (FL、白楊ラグビーフットボールクラブ)
- 今崎欽也 (FB、元三菱重工長崎/ 長崎北陽台高)
- 海老沢洋 (LO、セコムラガッツ/ 所沢北高)
- 加藤圭太 (HO、元ヤマハ発動機ジュビロ/ 山梨桂高)
- 神野彗二郎 (HO、元NTTドコモレッドハリケーンズ/ 茨木高)
- 小山智成 (WTB・CTB、元豊田自動織機シャトルズ/ 荒尾高)
- 鈴山大陽 (LO、刀根山高校ラグビー部監督/ 千里高)
- 千葉剛 (2005年度主将、FL、防衛大学校ラグビー部監督/ 仙台育英高)
- 三宅邦隆 (No.8、元ツクバリアンズ/ 県立浦和高)
- 山口篤史 (PR、元三菱重工相模原ダイナボアーズ/ つくば秀英高)
- 鷲谷洋輔 (FL、ツクバリアンズ/ 秋田高)
- 阿部博典 (CTB、元クボタスピアーズ/ 黒沢尻北高)
- 飯島崇 (FL、清水建設ブルーシャークス/ 日川高)
- 池田重吾 (LO、清水建設ブルーシャークス/ 秋田高)
- 入江將裕 (WTB、元豊田通商BLUE WING/ 膳所高)
- 嶋崎達也 (CTB、元ツクバリアンズ/ 仙台第三高)
- 赤山元基 (SH、ツクバリアンズ)
- 田巻潤 (WTB、ツクバリアンズ/ 新潟高)
- 藤田文武、（FL、日本維新の会、ラグビー部OB会副幹事長／四條畷高）
- 中津良一 (SH、宮崎ラグビークラブ）
- 本多祐三 (SO、九州電力キューデンヴォルテクス/ 長崎北陽台高)
- 島弘一郎 (2007年度主将、FL、福岡かぶと虫ラグビーフットボールクラブ/ 福岡高)
- 阿左美陽介 (FL、ツクバリアンズ/ 太田高)
- 荒木直文 (LO・PR、日本航空JAL WINGS/ 東海大仰星高)
- 岩根拓矢 (WTB・CTB、元豊田自動織機シャトルズ/ 明和高)
- 祖父江圭祐（WTB・FB・CTB、刈谷クラブ/ 明和高）
- 谷口到 (NO.8、神戸製鋼コベルコスティーラーズ、日本代表、7人制日本代表/ 茗溪学園高)
- 椿原歩 (CTB、東灘高校ラグビー部監督)
- 中島正太 (SO、7人制日本代表アナリスト、元日本代表アナリスト、元セコムラガッツアナリスト、元キヤノンイーグルスアナリスト/ 熊谷工業高)
- 西山泰史 (WTB、楕制輪ラグビーフットボールクラブ/ 松山東高)
- 林匡宏 (PR、元ツクバリアンズ)
- 水戸亮太 (FB、ツクバリアンズ)
- 向井友教 (No.8、三菱重工長崎/ 長崎北高)
- 吉廣広征 (FB、NECグリーンロケッツ/ 桐蔭学園高)
- 今野達朗 (LO、クボタスピアーズ/ 茗溪学園高)
- 浦上正彦 (FL、ツクバリアンズ)
- 大沢亮 (No.8、元ツクバリアンズ/ 桐蔭学園高)
- 大竹源人 (WTB、元ツクバリアンズ/ 茗溪学園高)
- 河合光 (SO、名古屋学院大学ラグビー部コーチ、元清水建設ブルーシャークス)
- 黒川郷 (WTB・CTB・FB、駒場WMM/ 日川高)
- 玄順俊弘 (WTB、読売テレビ/ 神戸高)
- 酒井求 (FL、ツクバリアンズ/ 青山高)
- 高木貴裕 (HO、東芝ブレイブルーパススキルディベロップメントコーチ、元ヤマハ発動機ジュビロ→元東芝ブレイブルーパス/ 長崎北高)
- 谷裕典 (No.8、ツクバリアンズ)
- 西村亮真 (CTB、明治安田生命ホーリーズ/ 八戸西高)
- 廣澤拓 (LO、NECグリーンロケッツ/ 作新学院高)
- 山下健太 (CTB、元NTTドコモレッドハリケーンズ/ 四條畷高)
- 飯田昌幸 (LO、長野ラガーズ/ 松本県ヶ丘高)
- 梅田紘一 (SH、豊田自動織機シャトルズ/ 近大和歌山高)
- 太田雄也 (WTB、ツクバリアンズ/ 大阪生野高)
- 大野亮 (FB、サントリーフーズサンデルフィス/ 茗溪学園高)
- 大淵友介 (HO、福岡銀行ブルーグルーパーズ/ 筑紫高)
- 小屋俊輔 (CTB、ツクバリアンズ/ 茗溪学園高)
- 福岡員正 (FL、横河武蔵野アトラスターズ/ 茗溪学園高)
- 宮川拓也 (LO、栗田工業ウォーターガッシュ/ 山梨桂高)
- 鷲谷浩輔 (LO・FL、ラグビー高校日本代表テクニカルコーチ/ 秋田高)
- 渡邊太生 (CTB、東芝ブレイブルーパス、7人制日本代表/ 黒沢尻北高)
- 池田雅史 (PR、JR九州サンダース/ 延岡東高)
- 川口皓平 (FB、コカ・コーラレッドスパークス/ 長崎北高)
- 白隆和 (LO、大阪旭高校ラグビー部コーチ/ 千里高)
- 村上大記 (2011年度主将、SO、宗像サニックスブルース/ 長崎北陽台高)
- 青木元洋 (SO・WTB、元ヤマハ発動機ジュビロ/ 小倉高)
- 櫛山雅史 (WTB、福岡かぶと虫ラグビーフットボールクラブ/ 福岡高)
- 工藤元気 (LO、東京ガス/ 茨木高)
- 工藤重太 (PR、豊田通商BLUE WING/ 秋田高)
- 古賀太貴 (PR、クボタスピアーズ/ 桐蔭学園高)
- 近藤健太 (CTB・WTB、元秋田ノーザンブレッツ/ 秋田高)
- 酒井厚志 (HO、豊田通商BLUE WING/ 明和高)
- 崎野諒太 (LO・FL、清水建設ブルーシャークス/ 小倉高)
- 中川克信 (PR、JR九州サンダース/ 福岡高)
- 中靏憲章 (CTB、九州電力キューデンヴォルテクス/ 福岡高)
- 馬場聖 (FL、大阪ガスラグビー部/ 北摂三田高)
- 内田啓太 (2012年度主将、CTB・FB、クボタスピアーズ/ 日川高)
- 樺島亮太 (SO・CTB、トヨタ自動車ヴェルブリッツ/ 福岡高)
- 櫛山博史 (SH、MUFG RFC/ 福岡高)
- 園中良寛 (LO、九州電力キューデンヴォルテクス、7人制日本代表/ 加治木高)
- 鶴谷昌隆 (LO・FL、NTTコミュニケーションズシャイニングアークス/ 青森北高)
- 彦坂匡克 (WTB、トヨタ自動車ヴェルブリッツ、7人制日本代表/ 春日丘高)
- 彦坂圭克 (HO、トヨタ自動車ヴェルブリッツ/ 春日丘高)
- 藤田幸一郎 (LO、福岡銀行ブルーグルーパーズ/ 宮崎北高)
- 松下彰吾 (SO・CTB、九州電力キューデンヴォルテクス/ 福岡高)
- 山崎章平 (No.8、元NTTコミュニケーションズシャイニングアークス/ 流経大柏高)
- 内田啓介 (2013年度主将、SH、パナソニック ワイルドナイツ、日本代表/ 伏見工高)
- 大川創太郎 (PR、リコーブラックラムズ/ 真和高)
- 粕谷俊輔 (FL・No.8、東京ガス/ 浦和高)
- 片桐康策 (SO・CTB、豊田自動織機シャトルズ/ 飯田高)
- 佐藤祐 (LO、LION FANGS/ 仙台第三高)
- 下釜優次 (CTB、九州電力キューデンヴォルテクス→パナソニック ワイルドナイツ / 鹿児島玉龍高)
- 高橋健太郎 (FB、ツクバリアンズ/ 茗溪学園高)
- 松本翔太 (SH、ツクバリアンズ/ 熊谷高)
- 諸岡泰裕 (SH、ツクバリアンズ/ 筑紫丘高)
- 吉沢文洋 (SH、ヤマハ発動機ジュビロ/ 飯田高)
- 小野宏一郎 (WTB・FB、福岡銀行ブルーグルーパーズ/ 筑紫丘高)
- 窪田寛 (LO・FL、ツクバリアンズ/ 日川高)
- 竹中祥 (WTB、NECグリーンロケッツ、7人制日本代表/ 桐蔭学園高)
- 坪井大夢 (FL、ツクバリアンズ/ 東海大仰星高)
- 藤井俊希 (LO、豊田自動織機シャトルズ/ 茨木高)
- 藤原嵩士 (FL、ツクバリアンズ/ 桐蔭学園高)
- 古谷真人 (LO・FL・No.8、ツクバリアンズ/ 茗溪学園高)
- 松下真七郎 (2014年度主将、SO、九州電力キューデンヴォルテクス/ 福岡高)
- 水上彰太 (FL、パナソニック ワイルドナイツ/ 東福岡高)
- 村川浩喜 (HO、豊田自動織機シャトルズ/ 東福岡高)
- 森永海斗 (PR、ツクバリアンズ/ 西南学院高)
- 山下一 (FB、日本代表、豊田自動織機シャトルズ/ 長崎北高)
- 山本浩輝 (FL、東芝ブレイブルーパス、日本代表、7人制日本代表/ 石見智翠館高)
- 橋本大吾 (2015年度主将、HO・PR、日本代表、東芝ブレイブルーパス/ 深谷高)
- 亀山宏大 (SO・WTB、NECグリーンロケッツ/ 佐倉高)
- 木村貴大 (SH、元豊田自動織機シャトルズ/ 東福岡高)
- 久内崇史 (WTB・FB、NTTドコモレッドハリケーンズ、7人制日本代表/ 尾道高)
- 竹田祐将 (SO・WTB・FB、トヨタ自動車ヴェルブリッツ→三菱重工相模原ダイナボアーズ / 御所実業高)
- 福岡堅樹（WTB、パナソニック ワイルドナイツ、日本代表、7人制日本代表 / 福岡高）
- 本村直樹 (FB、Honda HEAT/ 八戸高)
- 目崎啓志 (LO・FL・No.8、NTTコミュニケーションズシャイニングアークス/ 獨協埼玉高)
- 山内俊輝 (CTB・WTB、リコーブラックラムズ/ 宇部高)
- 横山大輔（NO8・FL、NTTドコモレッドハリケーンズ/ ランギロア高）
- 忽那健太（2016年度主将、SO・CTB、Honda HEAT/ / 石見智翠館高）
- 渡邊洋人（LO、清水建設江東ブルーシャークス / 公文国際学園高）
- 崔凌也（PR、トヨタ自動車ヴェルブリッツ / 東福岡高）
- 山沢拓也（SO、パナソニック ワイルドナイツ、日本代表 / 深谷高）
- 占部航典（2017年度主将、FL、キヤノンイーグルス / 東福岡高）
- 亀山雄大（CTB、NECグリーンロケッツ / 佐倉高）
- 鈴木啓太（CTB、トヨタ自動車ヴェルブリッツ / 茗溪学園高）
- 永井達啓（LO、リコーブラックラムズ / 東海大仰星高）
- 中村大志（LO、豊田自動織機シャトルズ / 大阪桐蔭高）
- 米村龍二（SH、リコーブラックラムズ / 東海大仰星高）
- 大西訓平（2018年度主将、HO、マツダブルーズーマーズ / 國學院久我山高）
- 前田土芽 (CTB、NTTコミュニケーションズシャイニングアークス、日本代表 / 海星高)
- 河野友希 (FB、栗田工業ウォーターガッシュ / 流経大柏高)
- 金崎廉太朗 (UTB、三菱重工相模原ダイナボアーズ / 土佐塾高)
- 奈良望 (UTB、三菱重工相模原ダイナボアーズ / 秋田工業高)
- 杉山優平（2019年度主将、SH、東芝ブレイブルーパス / 大阪桐蔭高）
- 鎌田慎平（PR、九州電力キューデンヴォルテクス / 東福岡高）
- 石松大空（LO、九州電力キューデンヴォルテクス / 明善高）
- 後藤海夏人（LO、清水建設ブルーシャークス / 茗溪学園高）
- 野中亮志（CTB、清水建設ブルーシャークス / 東海大仰星高）
- 松岡祐斗（WTB、中国電力レッドレグリオンズ / 明和高）
- 岡﨑航大（2020年度主将、SO・CTB、ヤマハ発動機ジュビロ / 長崎北陽台高）
- 安里大吾（HO、九州電力キューデンヴォルテクス / 名護高）
- 山田雅也（SO、清水建設ブルーシャークス / 桐蔭学園高）
- 山本悠翔（WTB・FB・No.8、Honda HEAT / 石見智翠館高）
- 仁熊秀斗（WTB、サントリーサンゴリアス / 石見智翠館高）
- 松永貫汰（2021年度主将、コベルコ神戸スティーラーズ、FB / 大産大附属高）
- 川合カイト（CTB、三重ホンダヒート / 小山台高)
- 高田風吾（No.8、セコムラガッツ / 桐蔭学園高)
- 木原優作（2022年度主将、PR、埼玉パナソニックワイルドナイツ / 東福岡高)
- 八木澤龍翔（LO、静岡ブルーレヴズ / 流経大柏高)
- 松島聡（SO、クリタウォーターガッシュ昭島 / 大分舞鶴高)
- 植村陽彦（WTB・FB、三重ホンダヒート、7人制日本代表 / 茗溪学園高)
- 肥田晃季（HO、三重ホンダヒート / 中部大春日丘高)
- 谷山隼大（2023年度主将、No.8、埼玉パナソニックワイルドナイツ / 福岡高)
- 梁川賢吉（LO・FL、クボタスピアーズ船橋・東京ベイ / 尾道高)
- 平石颯（HO、横浜キヤノンイーグルス / 桐蔭学園高)
- 白栄拓也（SH、浦安D-Rocks / 高鍋高)
- 髙田賢臣（WTB・FB、ヤクルトレビンズ戸田 / 県立浦和高)
- 内田康介（PR、中部電力ラグビー部 / 旭野高)
- 大畑亮太（WTB、浦安D-Rocks / 東海大大阪仰星高)
- 麻生尚宏（PR、清水建設江東ブルーシャークス / 天理高)
- 堀日向太（SO・CTB、日野レッドドルフィンズ / 中部大春日丘高)
- 二重賢治（PR、中国電力レッドレグリオンズ / 天理高)

## 所在地
- 茨城県つくば市天王台1-1-1